# José Planas
José Planas Artés (Barcelona, España, 14 de abril de 1901-Barcelona, España, 9 de abril de 1977) fue un jugador y entrenador de fútbol español.

## Trayectoria
Nacido en el barrio barcelonés de Sant Andreu, empezó a jugar a fútbol en los equipos locales, FC Andreuenc y Avenç de l'Sport, posteriormente fusionados en la Unió Esportiva Sant Andreu. En 1921 se incorporó al Fútbol Club Barcelona. Junto a jugadores como Zamora o Samitier formó parte de la primera etapa dorada del club.
En seis temporadas ganó cinco Campeonatos de Cataluña y tres Copas de España —principal competición nacional antes de la creación de la liga— siendo titular en las tres finales (1922, 1925 y 1926). Su carrera quedó interrumpida con 27 años, a causa de una lesión de rodilla. Dejó el FC Barcelona en 1927 y estuvo un último año activo en Francia, como jugador y entrenador del Riorges.
Pepe Planas tuvo una prolífica trayectoria como entrenador, siendo considerado un innovador por aplicar nuevos sistemas de juego y entrenamiento. Antes de la Guerra Civil Española dirigió en varias etapas (entre 1928 y 1943) al Racing Club de Ferrol, al que hizo campeón de Galicia invicto en 1928/29 (con Guillermo Gorostiza como una de sus figuras) y subcampeón en 1932/33. Durante la Guerra Civil dio dos títulos más de campeón gallego al Racing Club de Ferrol, en 1937/38 y 1938/39 (invicto). Y finalizada la contienda bélica llevó al Racing ferrolano, que estaba en 2ª División, a la final del Campeonato de España / Copa del Generalísimo, disputándola contra el Sevilla F. C. en el estadio de Montjuic de Barcelona. En la década de 1931-40 también entrenó a equipos como el Celta o el Arenas Club de Guecho, este último en Primera División. 
Los éxitos en Ferrol (aún volvería en 1950/51 al Racing, club por el que siempre tuvo un cariño especial) le llevaron de nuevo al FC Barcelona, en esta ocasión como entrenador. En el banquillo azulgrana permaneció dos temporadas, sin lograr títulos. Posteriormente dirigió al múltiples equipos, aunque en Primera División únicamente al RCD Espanyol, la temporada 1946-47, logrando el subcampeonato de Copa. Fue también entrenador de la selección de Ecuador, en 1949. Su última experiencia en los banquillos fue la temporada 1959/60 en la UE Sant Andreu.
En sus últimos años trabajó también como técnico para la Federación Catalana de Fútbol y fue fundador de la Agrupación de Futbolistas Veteranos de Barcelona, creada para apoyar a exjugadores de la ciudad condal, al margen de sus clubes de militancia.